# Real Madrid Club de Fútbol 2013-2014
Questa voce raccoglie le informazioni riguardanti il Real Madrid Club de Fútbol nelle competizioni ufficiali della stagione 2013-2014.

## Stagione

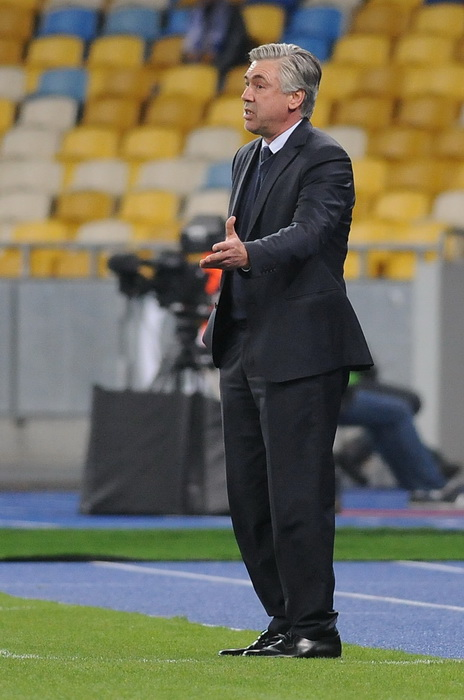
Carlo Ancelotti sostituisce José Mourinho alla guida del club per la stagione 2013-2014.

Il Real Madrid comincia la stagione 2013-2014 forte di un 2º posto conquistato nella scorsa edizione della Liga. Inoltre, è guidata dal nuovo tecnico Ancelotti, chiamato a sostituire il portoghese Mourinho. Disputa dunque il campionato per l'83ª volta, tra l'altro consecutiva. Prende parte alla Champions League per la 44ª volta, e partecipa alla 114ª edizione della Copa del Rey.

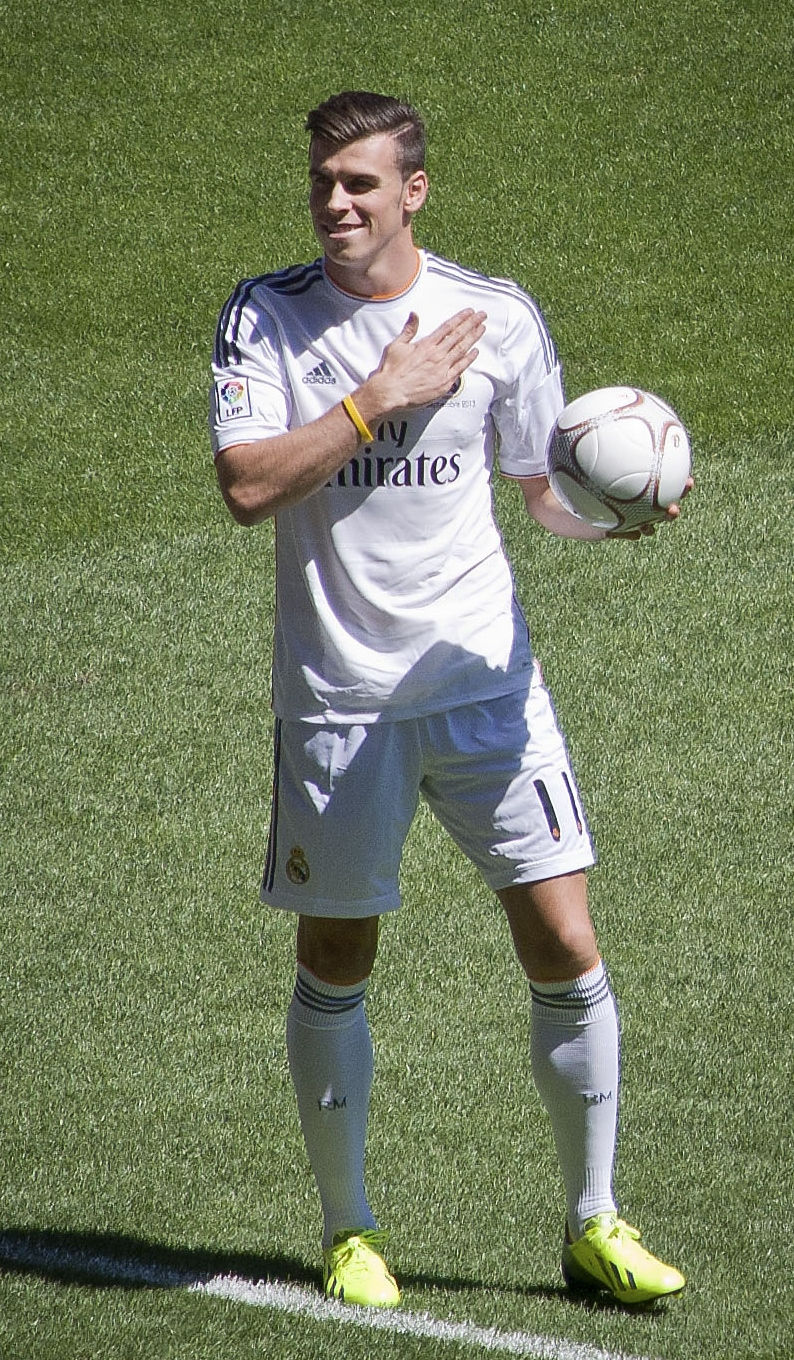
Gareth Bale, acquistato dal club per 100 milioni di euro.

L'esordio nella massima serie avviene il 18 agosto contro il Betis (vittoria per 2-1 con la prima rete in maglia bianca di Isco). La seconda giornata, disputata sul campo del Granada, termina 1-0 grazie alla seconda marcatura consecutiva di Karim Benzema. L'incontro è preceduto da polemiche relative al portiere Iker Casillas, il quale sarebbe dovuto scendere in campo dal primo minuto, ma a cui è stato preferito, per l'ennesima volta, Diego López.
Dopo aver superato anche l'Athletic Bilbao per 3-1, i blancos subiscono il primo stop per merito del Villareal: dopo essere andati sotto per 1-0, Gareth Bale realizza il primo gol ufficiale con la maglia del Real Madrid, prima di essere raggiunto sul 2-2 nei minuti finali. Dopo la vittoria nella quinta giornata per 4-1 ai danni del Getafe, nel turno infrasettimanale disputato il 25 settembre sul campo dell'Elche, gli uomini di Ancelotti vincono per 1-2 grazie a una doppietta di Cristiano Ronaldo, il cui secondo gol, segnato a tempo scaduto su rigore, ha provocato non poche polemiche tra i giocatori in campo.
Il derby di Madrid, in programma il 28 settembre, termina con la sconfitta del Real che cede all'Atlético Madrid. Seguiranno le vittorie contro Levante (2-3 nei minuti di recupero) e Málaga (2-0), quindi arriva un'altra sconfitta nel Clásico a Barcellona: il Real, terzo in classifica, insegue i Blaugrana, che guidano la graduatoria e che vincono l'incontro per 2-1. La sconfitta rimediata, causata da un gioco considerato "senza idee", ha scaturito diverse polemiche e critiche nei confronti della squadra e dell'allenatore.

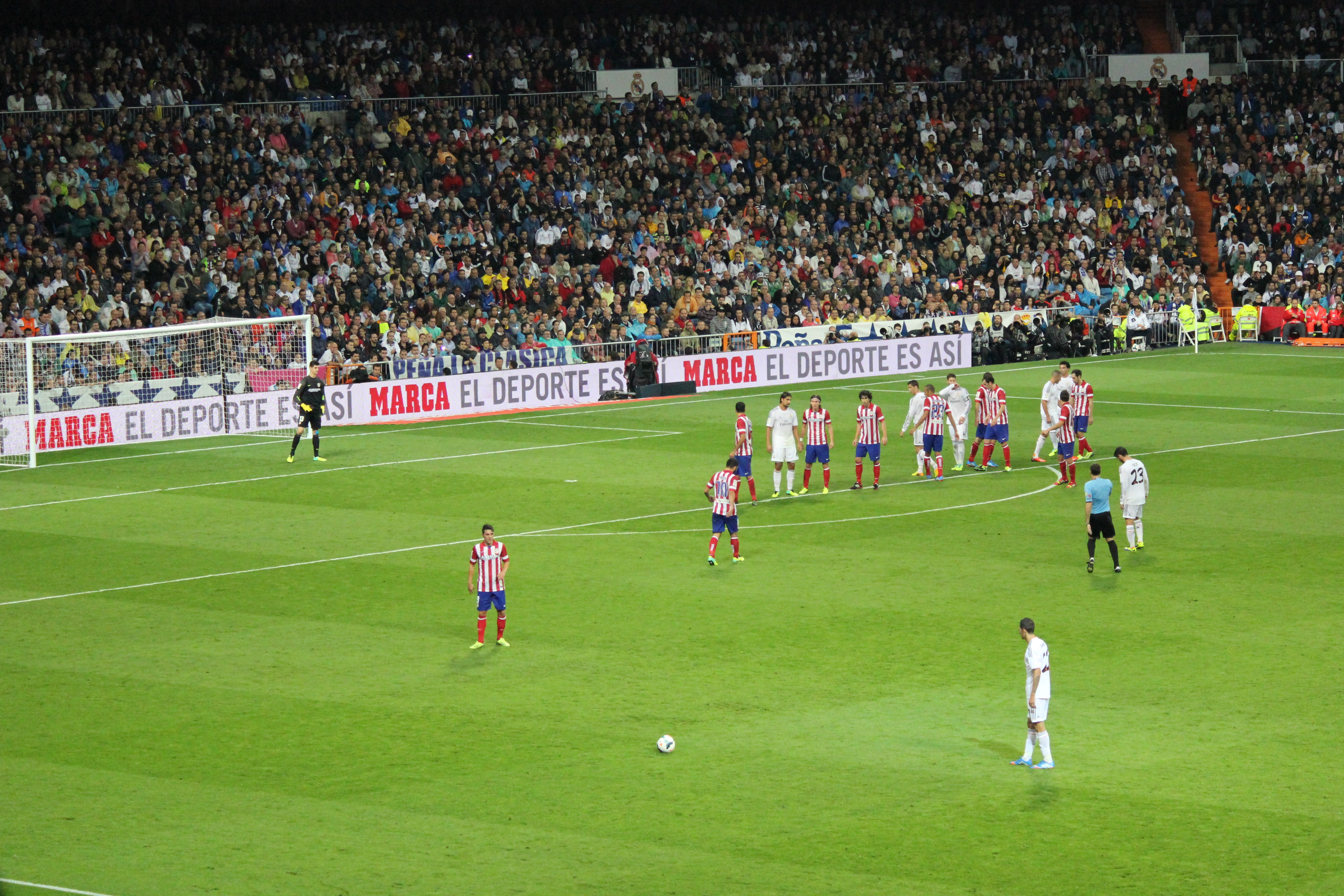
Una fase di gioco del derby d'andata vinto dall'Atlético per 1-0.

In seguito il Real Madrid batte il Siviglia per 7-3, il Rayo Vallecano per 3-2 in trasferta e la Real Sociedad per 5-1. Durante sosta per le Nazionali Sami Khedira rimedia un infortunio al legamento crociato del ginocchio destro che lo terrà lontano dal campo per almeno sei mesi. Al rientro dalla pausa le Merengues vincono per 5-0 contro l'Almería, quindi una tripletta di Gareth Bale (la prima con la nuova maglia) permette di superare il Valladolid, sconfitto per 4-0. Il risultato ottenuto contribuisce al record di gol, 30, segnati nel mese di novembre. Seguiranno un pareggio per 2-2 contro l'Osasuna e nell'ultima partita del 2013, in trasferta contro il Valencia, termina con la vittoria per 2-3.
La prima partita del nuovo anno solare, contro il Celta Vigo, vede la vittoria dei madridisti per 3-0, cui segue la vittoria contro l'Espanyol nell'ultima giornata del girone d'andata chiuso a 47 punti (-3 rispetta alla coppia di testa formata da Atletico Madrid e Barcellona) frutto di 15 vittorie, due pareggi e altrettante sconfitte.
Il girone di ritorno si apre con la vittoria per 5-0 contro il Betis, ultimo nella graduatoria; Karim Benzema realizza la rete numero 100 con la maglia della squadra della capitale, mentre Carlo Ancelotti celebra le 500 vittorie da allenatore (su 877 partite). Il campionato prosegue con la vittoria per 2-0 sul Granada.

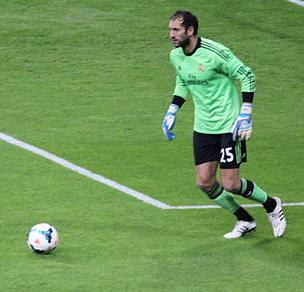
Diego López, dopo essere stato al centro di un "caso portieri" nella stagione precedente, viene scelto dal tecnico italiano per disputare i match di campionato.

Nelle prime sette partite 2014 il Real Madrid non subisce alcuna rete, statistica che permette di eguagliare il record stabilito nel 1995, quindi pareggia per 1-1 in trasferta contro l'Athletic Bilbao interrompendo la striscia di vittorie consecutive, oltre a quella dell'imbattibilità. Seguirà la vittoria per 4-2 casalingo contro il Villarreal; sul finire del primo tempo Mario Gaspar Pérez realizza l'1-2 interrompendo, a 725 minuti, l'inviolabilità interna della squadra.
La vittoria arriva anche nei turni successivi contro Getafe ed Elche, battute entrambe per 3-0. Nella stessa giornata (la 25ª) maturano anche le sconfitte di Barcellona, e di Atlético Madrid che permettono ai Blancos di conquistare la vetta della graduatoria 63 giornate dopo l'ultima volta. L'incontro successivo è il derby al Vicente Calderón, pareggiato per 2-2. Dopo la vittoria nella partita successiva per 3-0 contro il Levante, la contemporanea sconfitta del Barcellona permette al Real Madrid di portarti a +4. La successiva partita è la vittoria per 1-0 sul Málaga, quindi si arriva al Clásico di ritorno in cui il Barcellona batte i rivali in un 3-4 e si porta a -1 dai Blancos. La seguente trasferta di Siviglia registra la seconda sconfitta consecutiva per i Blancos (2-1), che tornano alla vittoria con un 5-0 inflitto al Rayo Vallecano nel trentunesimo turno di campionato cui seguirà il 4-0 in trasferta contro la Real Sociedad.
Il Real, nella giornata successiva, battendo 4-0 anche l'Almería, sfrutta al meglio la sconfitta del Barcellona e li sorpassa al secondo posto. Nel trentacinquesimo turno le Meregues ottengono il terzo 4-0 consecutivo, riuscendo a sconfiggere l'Osasuna, ma impattano sul 2-2 casalingo contro il Valencia la partita seguente. Le due successive trasferte fruttano agli uomini di Ancelotti un solo punto grazie al pareggio di Valladolid (1-1) e alla sconfitta di Vigo contro il Celta (2-0). Arriva poi il 3-1 casalingo sull'Espanyol all'ultimo turno di campionato, che sancisce la definitiva terza piazza in classifica, frutto di 27 vittorie, 6 pareggi e 5 sconfitte.
Il sorteggio di Coppa del Re decreta che, ai sedicesimi di finale, le Merengues dovranno vedersela con l'Olímpic de Xàtiva, club militante in Segunda División B. La gara d'andata termina 0-0 mentre nel ritorno arriva la vittoria per 2-0 grazie anche alle marcatura di Asier Illarramendi, la prima in carriera. Termina 2-0 anche la prima delle due gare valevoli per gli ottavi, contro l'Osasuna.
Il terzo 2-0 consecutivo in coppa, rimediato nell'ottavo di ritorno, consente al Real di approdare ai quarti di finale. L'andata dei quarti di finale contro l'Espanyol termina 0-1, stesso risultato della gara di ritorno, che permette a Iker Casillas di giungere a 682 minuti dall'ultimo gol subito; un totale che gli permette di bissare il nuovo primato nella squadra, precedentemente detenuto da Francisco Buyo, fermatosi a quota 615. Rimane a 0 anche il conto dei gol incassati nel 2014, oltre che nella competizione, in cui è l'unica ancora imbattuta. Grazie a questa vittoria Carlo Ancelotti eguaglia il primato, stabilito nella stagione 2010-2011, da José Mourinho, raggiungendo 20 gare consecutive, tra campionato e coppe, senza sconfitte.
In semifinale viene proposto il derby di Madrid: l'andata finisce 3-0 per il Real, mentre la partita di ritorno è decisa da una doppietta su calcio di rigore di Cristiano Ronaldo. Iker Casillas giunge a otto partite consecutive nella competizione senza subire alcuna rete. Per il Real sarà la 39ª finale di coppa della sua storia.

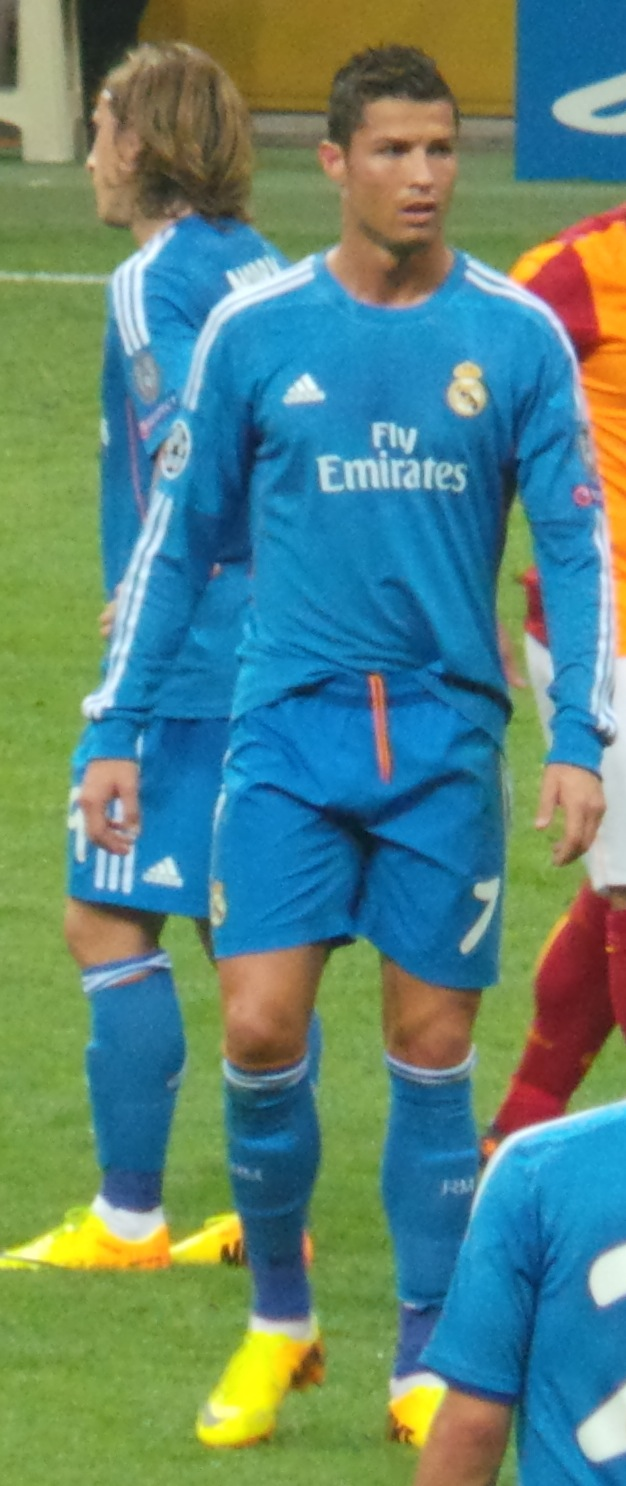
Cristiano Ronaldo, con 17 gol realizzati in 11 incontri ha bissato il nuovo record di gol in una singola edizione.

L'ultimo atto della competizione si gioca sul neutro del Mestalla di Valencia: esattamente come tre edizioni prima la coppa va al Real Madrid, che si impone 2-1 nel Clásico contro il Barcellona con reti di Ángel Di María e Gareth Bale, mentre i blaugrana trovano il momentaneo pareggio con Marc Bartra, segnando per la prima volta a Casillas una rete in coppa questa stagione. Il Real conquista così la Coppa del Re per la 19ª volta nella propria storia.
Il sorteggio dei gironi di UEFA Champions League abbina il Real Madrid nel gruppo B con Juventus, Galatasaray e Copenaghen. L'esordio avviene il 17 settembre, in Turchia, ospite del Galatasaray: i blancos vincono per 1-6, grazie alla prima tripletta stagionale di Cristiano Ronaldo. La seconda giornata, disputata a Madrid contro il Copenaghen termina 4-0.
Alla terza giornata, giocata al Bernabéu contro la Juventus, le Merengues vincono per 2-1. Il primo "stop" nella competizione arriva il 5 novembre, pareggiando per 2-2 contro i bianconeri. La successiva partita contro il Galatasaray termina 4-1, risultato che sancisce la matematica qualificazione agli ottavi di finale, da prima del gruppo, e il primato di esser divenuta la prima squadra capace di andare a segno per 30 partite consecutive di Champions League. Il sesto e ultimo incontro della fase a gironi, contro il Copenaghen, termina per 2-0, partita in cui Cristiano Ronaldo realizza la nona marcatura nella fase a gironi, che gli garantisce di stabilire un nuovo primato.
Il sorteggio valido per gli ottavi di finale accoppia gli uomini di Ancelotti con i tedeschi dello Schalke 04. La partita d'andata in trasferta termina con la vittoria per 1-6, e il successo arriva anche nel ritorno, vincendo per 3-1. In questa partita Cristiano Ronaldo si porta a 13 gol stagionali nella competizione fissando il nuovo primato personale, e pareggiando le reti di Ferenc Puskás (242) con la maglia del Real Madrid.

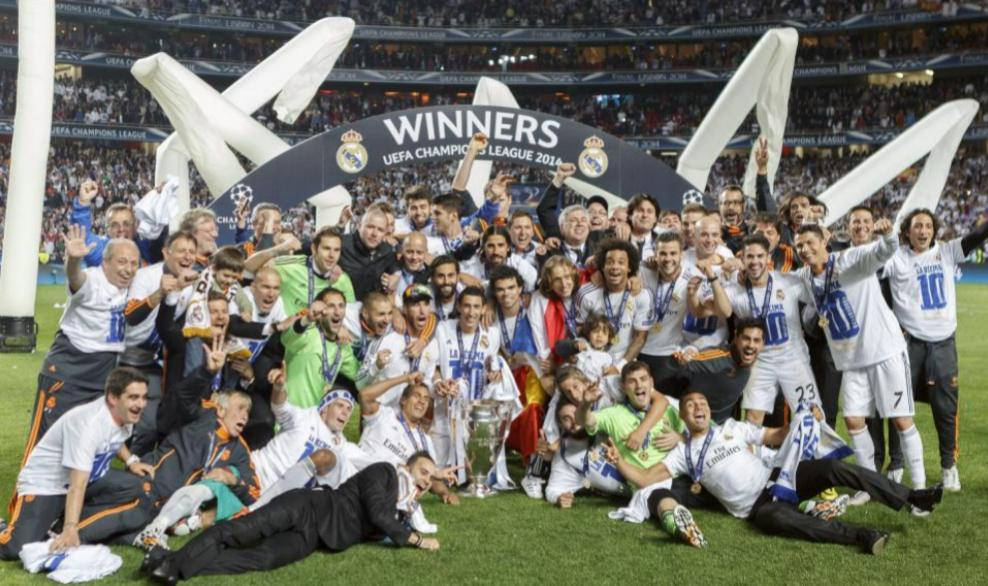
I festeggiamenti per la Decíma.

Nel successivo sorteggio per i quarti di finale il Real Madrid è abbinato al Borussia Dortmund da cui era stato battuto, in semifinale, un anno prima. La gara d'andata va ai bianchi che, al Bernabéu, vincono per 3-0. Cristiano Ronaldo giunge a quota 14 gol nella competizione, eguagliando quello che era il record detenuto, in precedenza, da Lionel Messi e José Altafini. Nella gara di ritorno il Borussia Dortmund vince per 2-0, risultato non sufficiente per ribaltare l'esito della partita d'andata.
Nell'ultimo sorteggio per le semifinali, il Real Madrid viene accoppiato per la terza volta con una compagine tedesca, i campioni uscenti del Bayern Monaco. Il primo dei due incontri, disputato al Bernabéu, va ai Blancos che hanno la meglio sui tedeschi per 1-0 grazie alla rete di Benzema. Nella partita di ritorno i bianchi vincono per 4-0 all'Allianz Arena grazie alle doppiette di Sergio Ramos e Cristiano Ronaldo, raggiungendo la finale dodici anni dopo l'ultima volta, dove affronteranno l'Atlético Madrid. La partita, disputata a Lisbona, termina per 4-1 per le Merengues dopo i tempi supplementari; i 90' regolamentari si erano conclusi 1-1, grazie al pareggio madrileno maturato allo scadere dei minuti di recupero. I blancos vincono così la loro decima Coppa dei Campioni/UEFA Champions League.

## Maglie e sponsor
La Adidas continua a essere il fornitore e sponsor tecnico del Real Madrid anche per questa stagione mentre lo sponsor principale della squadra, è Fly Emirates.
La prima maglia, presentata già a fine maggio, come da tradizione, è completamente bianca. Da un punto di vista estetico quello che colpisce subito l'occhio è la decisione di introdurre inserti in arancione sul colletto e sulle maniche della "camiseta blanca"; inoltre, il tessuto con il quale è stata ricamata la nuova maglia del Real Madrid è stato elaborato in modo da giocare con gli effetti di luce, facendo apparire delle strisce orizzontali. La seconda adotta invece una tinta azzurro chiaro con le tre strisce lungo le maniche bianche, così come le personalizzazioni e i marchi di sponsor oltre al fornitore tecnico. Anche su questa maglia è presente un richiamo arancione, utilizzato per le cuciture ai lati del costato. La terza, infine, presenta un'insolita tinta arancione con dettagli ricamati in grigio-antracite scuro.
| Casa | Trasferta | Terza divisa |

## Organigramma societario
Area direttiva
- Presidente: Florentino Perez[125]
- Presidente onorario: Alfredo di Stéfano[126][127]
- Vicepresidenti: Fernando Fernández Tapia,[128] Eduardo Fernández de Blasm, Pedro López Jiménez
- Direttore generale: José Angel Sanchez
- Consigliere del presidente per la prima squadra: Zinedine Zidane
- Direttore risorse: Enrique Balboa
- Risorse umane: José María García
- Direttore dell'area sociale: José Luis Sánchez
- Direttore di controllo e auditing interno: Carlos Martínez de Albornoz

- Direttore della commissione di consulenza legale: Javier López Farre
- Direttore Fondazione "Real Madrid": Julio González
- Capo del protocollo: Raúl Serrano

Area organizzativa
- Segretario: Enrique Sánchez González[124]
- Team Manager: Chendo[126][129]

Area comunicazione
- Capo di Gabinetto della presidenza: Manuel Redondo
- Direttore dell'area comunicazione: Antonio Galeano
- Direttore delle relazioni istituzionali: Emilio Butragueño[130]

Area marketing
- Direttore economico: Julio Esquerdeiro
- Direttore commerciale: Begoña Sanz
- Direttore operazioni e servizi: Fernando Tormo

Area tecnica
- Direttore sportivo della sezione calcistica: Miguel Pardeza[131]
- Allenatore: Carlo Ancelotti[132]
- Allenatore in seconda: Zinedine Zidane[133]
- Allenatore dei portieri: Villiam Vecchi[134]
- Assistente tecnico: Paul Clement[135]
- Preparatore atletico: Giovanni Mauri[136]

## Rosa[137]
| N. |                       | Ruolo | Calciatore                   |
| -- | --------------------- | ----- | ---------------------------- |
| 1  | Spagna (bandiera)     | P     | Iker Casillas (capitano)     |
| 2  | Francia (bandiera)    | D     | Raphaël Varane               |
| 3  | Portogallo (bandiera) | D     | Pepe                         |
| 4  | Spagna (bandiera)     | D     | Sergio Ramos (vice capitano) |
| 5  | Portogallo (bandiera) | D     | Fábio Coentrão               |
| 6  | Germania (bandiera)   | C     | Sami Khedira                 |
| 7  | Portogallo (bandiera) | A     | Cristiano Ronaldo            |
| 9  | Francia (bandiera)    | A     | Karim Benzema                |
| 11 | Galles (bandiera)     | C     | Gareth Bale                  |
| 12 | Brasile (bandiera)    | D     | Marcelo                      |
| 13 | Spagna (bandiera)     | P     | Jesús Fernández              |
| 14 | Spagna (bandiera)     | C     | Xabi Alonso                  |

| N. |                      | Ruolo | Calciatore         |
| -- | -------------------- | ----- | ------------------ |
| 15 | Spagna (bandiera)    | D     | Daniel Carvajal    |
| 16 | Brasile (bandiera)   | C     | Casemiro           |
| 17 | Spagna (bandiera)    | D     | Álvaro Arbeloa     |
| 18 | Spagna (bandiera)    | D     | Nacho Fernández    |
| 19 | Croazia (bandiera)   | C     | Luka Modrić        |
| 20 | Spagna (bandiera)    | A     | Jesé               |
| 21 | Spagna (bandiera)    | A     | Álvaro Morata      |
| 22 | Argentina (bandiera) | C     | Ángel Di María     |
| 23 | Spagna (bandiera)    | C     | Isco               |
| 24 | Spagna (bandiera)    | C     | Asier Illarramendi |
| 25 | Spagna (bandiera)    | P     | Diego Lopez        |

## Calciomercato

### Sessione estiva(dall'1/7 al 2/9)

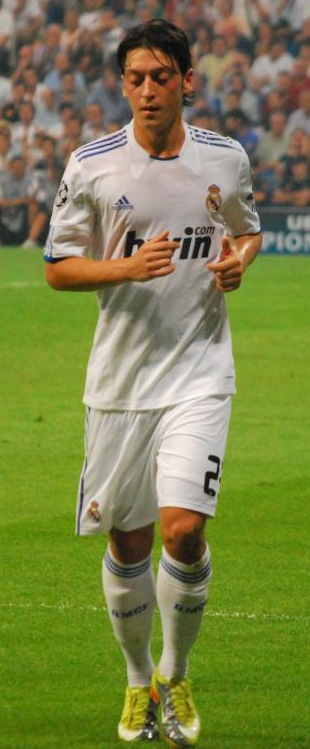
Mesut Özil, dopo 4 stagioni, lascia Madrid.

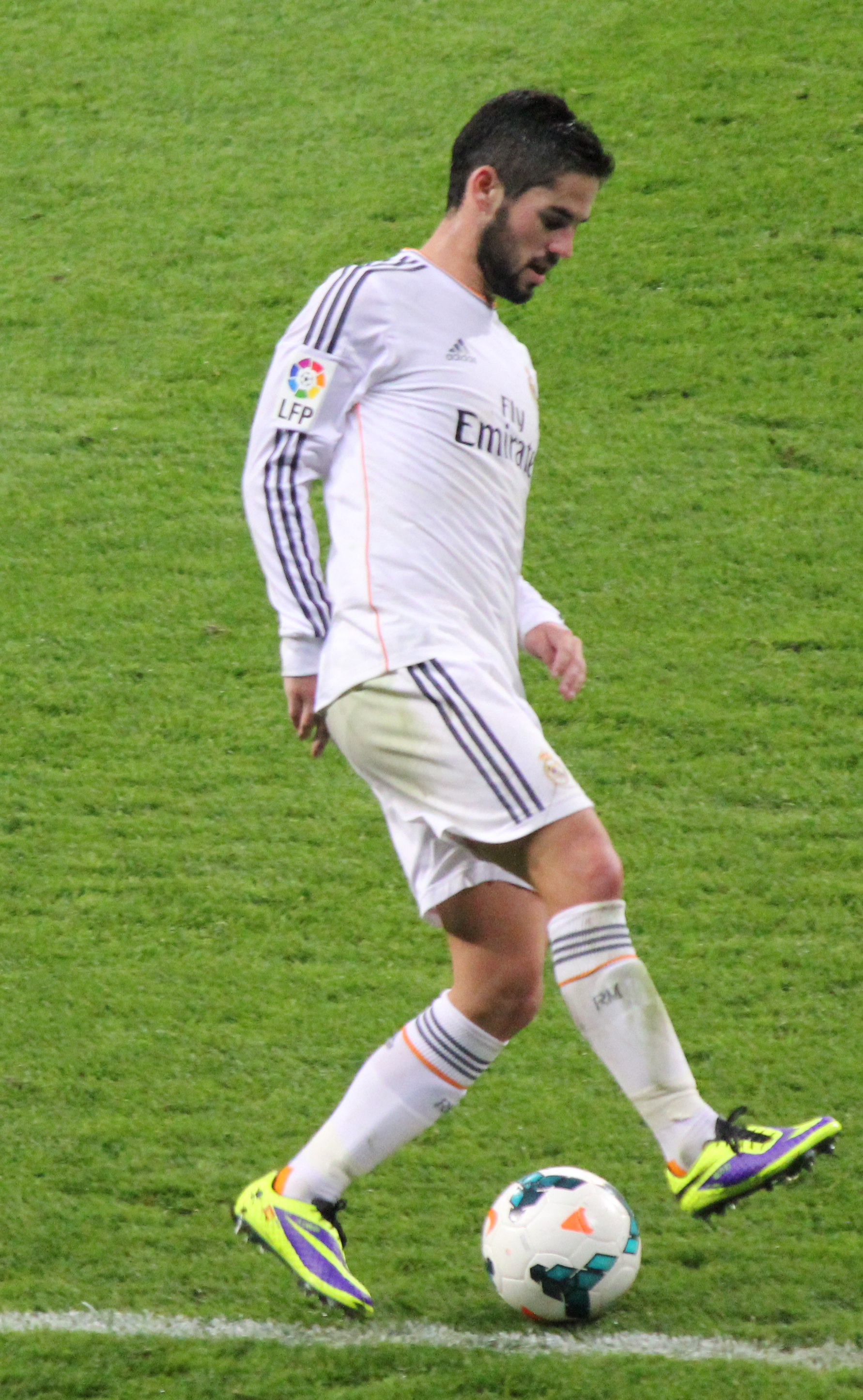
Isco, uno dei nuovi acquisti della società.

A differenza delle altre stagioni, la sessione estiva 2013-2014 di calcio mercato del Real Madrid si concentra più sullo sfoltimento che sull'ampliamento della rosa. Già nei primi giorni di trattative vengono per l'appunto ceduti al Napoli José María Callejón, Raúl Albiol e il centravanti argentino Gonzalo Higuaín dai quali il club madrileno ricava circa 65 milioni di euro, prendendo in considerazione il prezzo del cartellino e degli eventuali bonus.
Poi è il turno di Ricardo Carvalho, che in scadenza di contratto, passa ai francesi del Monaco, club con il quale il portoghese firmerà un contratto annuale. Antonio Adán rescinde il proprio contratto per aggregarsi al Cagliari, con il quale disputerà solamente due partite, prima di trasferirsi al Betis Siviglia. Denis Čeryšev è ceduto al Siviglia, con la formula del prestito su cui il club spagnolo può esercitare il diritto di riscatto, fissato dal Real a circa 3 milioni di euro. Il Getafe riscatta il giovane Pedro León, come da contratto, versando nelle casse del club di Florentino Pérez, i 6 milioni di euro che erano stati accordati tra le due società nell'estate 2011. Michael Essien, in seguito alla stagione 2012-2013 passata con la camiceta blanca, torna al Chelsea Football Club, per poi trasferirsi al Milan.
A far rumore, negli ultimi giorni di mercato, è la cessione di Mesut Özil all'Arsenal, per 57 milioni di euro. I soldi spesi dal club inglese per averlo hanno fatto sì che, con oltre 50 milioni di cartellino, divenisse il calciatore tedesco più pagato di ogni tempo. L'ultima trattava che riguarda le uscite interessa Kaká che, dopo quattro stagioni, lascia Madrid per tornare al Milan.
Un'intensa attività di sfoltimento della squadra non impedisce, però, una campagna acquisti dalle molte spese. Difatti la società paga tutti e 30 i milioni della clausola rescissoria di Illarramendi, precedentemente in forza alla Real Sociedad, oltre a 2,2 legati a eventuali bonus che potrebbero maturare in caso di vittoria da parte del Real Madrid del titolo nazionale. Per il club basco è la cessione più costosa della sua storia. Dopo un lungo "diverbio" con il Manchester City per l'acquisto di Isco, i 21 milioni di euro proposti da Florentino Pérez, per il "gioiellino" spagnolo, convincono il Malaga.
Entrano a far parte della squadra anche lo spagnolo Carvajal, già di proprietà del Real Madrid Castilla, che per la precedente stagione ha militato in Germania, al Bayer Leverkusen oltre al classe '92 Casemiro, pagato 6 milioni di euro al San Paolo.
Dopo una lunghissima trattativa, il 1º settembre viene ufficializzato quello che è l'acquisto più costoso della storia del calcio, e riguarda la firma di Gareth Bale, centrocampista mancino prelevato dal Tottenham per una cifra che si aggira intorno ai 100 milioni di euro. La cifra spesa per il gallese, considerata "esagerata", ha creato non poche polemiche e disappunti.
| Acquisti | Acquisti           | Acquisti         | Acquisti                                 |
| R.       | Nome               | da               | Modalità                                 |
| -------- | ------------------ | ---------------- | ---------------------------------------- |
| D        | Daniel Carvajal    | Bayer Leverkusen | definitivo (6,5 mln €)                   |
| C        | Isco               | Malaga           | definitivo (24 mln € + 3 mln € di bonus) |
| C        | Asier Illarramendi | Real Sociedad    | definitivo (32,1 mln €)                  |
| C        | Casemiro           | San Paolo        | definitivo (6 mln €)                     |
| C        | Gareth Bale        | Tottenham        | definitivo (101,5 mln €)                 |

| Cessioni | Cessioni            | Cessioni | Cessioni                                 |
| R.       | Nome                | a        | Modalità                                 |
| -------- | ------------------- | -------- | ---------------------------------------- |
| P        | Antonio Adán        |          | svincolato                               |
| D        | Ricardo Carvalho    | Monaco   | svincolato                               |
| D        | Raúl Albiol         | Napoli   | definitivo (12 mln € + 1 mln € di bonus) |
| C        | Pedro León          | Getafe   | riscatto automatico (6 mln €)            |
| C        | Michael Essien      | Chelsea  | fine prestito                            |
| C        | Denis Čeryšev       | Siviglia | prestito con diritto di riscatto         |
| C        | Kaká                | Milan    | definitivo (0 mln €)                     |
| C        | Mesut Özil          | Arsenal  | definitivo (45 mln € + 5 mln € di bonus) |
| A        | Gonzalo Higuaín     | Napoli   | definitivo (37 mln € + 3 mln € di bonus) |
| A        | José María Callejón | Napoli   | definitivo (10 mln € + 1 mln € di bonus) |

### Sessione invernale(dal 3/1 al 31/1)
La sessione invernale di calciomercato si conclude senza alcun acquisto né cessione da parte della società.
| Acquisti | Acquisti | Acquisti | Acquisti |
| R.       | Nome     | da       | Modalità |
| -------- | -------- | -------- | -------- |

| Cessioni | Cessioni | Cessioni | Cessioni |
| R.       | Nome     | a        | Modalità |
| -------- | -------- | -------- | -------- |

## Risultati

### Primera División

#### Girone d'andata
| Arbitro: | Jesús Gil Manzano (Comitato estremegno) |

|                      |           |            |
| Benzema 26’ Isco 86’ | Marcatori | 14’ Molina |

| Arbitro: | Javier Estrada Fernández (Comitato catalano) |

|  |           |             |
|  | Marcatori | 10’ Benzema |

| Arbitro: | Carlos Clos Gómez (Comitato aragonese) |

|                             |           |          |
| Isco 26’, 73’ Ronaldo 45+1’ | Marcatori | 79’ Ibai |

| Arbitro: | Fernando Teixieira Vitienes (Comitato cantabro) |

|                         |           |                      |
| Cani 21’ Dos Santos 70’ | Marcatori | 39’ Bale 64’ Ronaldo |

| Arbitro: | Javier Estrada Fernández (Comitato catalano) |

|                                             |           |           |
| Pepe 19’ Ronaldo 34’ (rig.), 90+3’ Isco 59’ | Marcatori | 5’ Lafita |

| Arbitro: | César Muñiz Fernández (Comitato asturiano) |

|              |           |                           |
| Boakye 90+1’ | Marcatori | 51’, 90+6’ (rig.) Ronaldo |

| Arbitro: | Antonio Mateu Lahoz (Comitato valenciano) |

|  |           |           |
|  | Marcatori | 11’ Costa |

| Arbitro: | José Luis González (Comitato castiglianoleonese) |

|                         |           |                                    |
| Diawara 57’ El Zhar 86’ | Marcatori | 61’ Ramos 90’ Morata 90+4’ Ronaldo |

| Arbitro: | Miguel Ayza Gámez (Comitato valenciano) |

|                                   |           |  |
| Di María 46’ Ronaldo 90+1’ (rig.) | Marcatori |  |

| Arbitro: | Alberto Undiano Mallenco (Comitato navarro) |

|                        |           |            |
| Neymar 19’ Sánchez 79’ | Marcatori | 90+1’ Jesé |

| Arbitro: | José Teixeira Vitienes (Comitato cantabro) |

|                                                             |           |                                   |
| Bale 14’, 27’ Ronaldo 32’ (rig.), 60’, 71’ Benzema 53’, 80’ | Marcatori | 38’ (rig.), 63’ Rakitić 40’ Bacca |

| Arbitro: | Alfonso Álvarez Izquierdo (Comitato catalano) |

|                              |           |                             |
| Viera 53’ (rig.), 55’ (rig.) | Marcatori | 3’, 48’ Ronaldo 31’ Benzema |

| Arbitro: | Juan Manuel Martínez (Comitato valenciano) |

|                                                      |           |               |
| Ronaldo 12’, 26’ (rig.), 76’ Benzema 18’ Khedira 36’ | Marcatori | 61’ Griezmann |

| Arbitro: | Jesús Gil Manzano (Comitato estremegno) |

|  |           |                                                     |
|  | Marcatori | 3’ Ronaldo 61’ Benzema 72’ Bale 75’ Isco 81’ Morata |

| Arbitro: | Pedro Jesús Pérez Montero (Comitato andaluso) |

|                                |           |  |
| Bale 33’, 64’, 89’ Benzema 36’ | Marcatori |  |

| Arbitro: | Carlos Clos Gómez (Comitato aragonese) |

|                |           |                   |
| Riera 16’, 39’ | Marcatori | 45’ Isco 80’ Pepe |

| Arbitro: | Fernando Teixieira Vitienes (Comitato cantabro) |

|                        |           |                                   |
| Piatti 34’ Mathieu 62’ | Marcatori | 28’ Di María 40’ Ronaldo 85’ Jesé |

| Arbitro: | Alfonso Álvarez Izquierdo (Comitato catalano) |

|                                |           |  |
| Benzema 67’ Ronaldo 82’, 90+3’ | Marcatori |  |

| Arbitro: | José Teixeira Vitienes (Comitato cantabro) |

|  |           |          |
|  | Marcatori | 55’ Pepe |

#### Girone di ritorno
| Arbitro: | Ignacio Iglesias Villanueva (Comitato galiziano) |

|  |           |                                                          |
|  | Marcatori | 11’ Ronaldo 25’ Bale 45’ Benzema 62’ Di María 90’ Morata |

| Arbitro: | Jesús Gil Manzano (Comitato estremegno) |

|                         |           |  |
| Ronaldo 56’ Benzema 74’ | Marcatori |  |

| Arbitro: | Miguel Ayza Gámez (Comitato valenciano) |

|          |           |          |
| Ibai 73’ | Marcatori | 65’ Jesé |

| Arbitro: | José Luis González (Comitato castiglianoleonese) |

|                                   |           |                          |
| Bale 7’ Benzema 25’, 76’ Jesé 64’ | Marcatori | 43’ Mario 69’ Dos Santos |

| Arbitro: | Pedro Jesús Pérez Montero (Comitato andaluso) |

|  |           |                                |
|  | Marcatori | 5’ Jesé 27’ Benzema 66’ Modrić |

| Arbitro: | Eduardo Prieto Iglesias (Comitato navarro) |

|                                    |           |  |
| Illarramendi 34’ Bale 72’ Isco 81’ | Marcatori |  |

| Arbitro: | Carlos Delgado Ferreiro (Comitato basco) |

|                     |           |                        |
| Koke 28’ Gabi 45+1’ | Marcatori | 3’ Benzema 82’ Ronaldo |

| Arbitro: | Ignacio Iglesias Villanueva (Comitato galiziano) |

|                                              |           |  |
| Ronaldo 11’ Marcelo 49’ Karabelas 89’ (aut.) | Marcatori |  |

| Arbitro: | Juan Martínez Munuera (Comitato valenciano) |

|  |           |             |
|  | Marcatori | 23’ Ronaldo |

| Arbitro: | Alberto Undiano Mallenco (Comitato navarro) |

|                                     |           |                                              |
| Benzema 20’, 24’ Ronaldo 55’ (rig.) | Marcatori | 7’ Iniesta 42’, 65’ (rig.), 84’ (rig.) Messi |

| Arbitro: | José Luis González (Comitato castiglianoleonese) |

|                |           |             |
| Bacca 19’, 72’ | Marcatori | 14’ Ronaldo |

| Arbitro: | Carlos Delgado Ferreiro (Comitato basco) |

|                                                   |           |  |
| Ronaldo 15’ Carvajal 55’ Bale 68’, 70’ Morata 78’ | Marcatori |  |

| Arbitro: | Alejandro Hernández Hernández (Comitato di Las Palmas) |

|  |           |                                               |
|  | Marcatori | 44’ Illarramendi 66’ Bale 85’ Pepe 88’ Morata |

| Arbitro: | Juan Martínez Munuera (Comitato valenciano) |

|                                           |           |  |
| Di María 28’ Bale 53’ Isco 56’ Morata 85’ | Marcatori |  |

| Arbitro: | Jesús Gil Manzano (Comitato estremegno) |

|            |           |           |
| Osorio 85’ | Marcatori | 35’ Ramos |

| Arbitro: | Fernando Teixieira Vitienes (Comitato cantabro) |

|                                        |           |  |
| Ronaldo 6’, 52’ Ramos 60’ Carvajal 83’ | Marcatori |  |

| Arbitro: | Carlos Clos Gómez (Comitato aragonese) |

|                         |           |                        |
| Ramos 59’ Ronaldo 90+2’ | Marcatori | 44’ Mathieu 65’ Parejo |

| Arbitro: | Alejandro Hernández Hernández (Comitato di Las Palmas) |

|                  |           |  |
| Charles 43’, 63’ | Marcatori |  |

| Arbitro: | David Fernández Borbalán (Comitato andaluso) |

|                            |           |           |
| Bale 64’ Morata 86’, 90+1’ | Marcatori | 90’ Pizzi |

### Coppa del Re

#### Sedicesimi di finale
| Xàtiva 7 dicembre 2013, ore 22:00 CET Andata | Olímpic Xàtiva                               | 0 – 0 referto | Real Madrid | Campo de Futbol La Murta (6.200 spett.)\| Arbitro: \| David Fernández Borbalán (Comitato andaluso) \| |
| Arbitro:                                     | David Fernández Borbalán (Comitato andaluso) |               |             | |

| Arbitro: | José Teixeira Vitienes (Comitato cantabro) |

|                                      |           |  |
| Illarramendi 15’ Di María 27’ (rig.) | Marcatori |  |

#### Ottavi di finale
| Arbitro: | Pedro Jesús Pérez Montero (Comitato andaluso) |

|                      |           |  |
| Benzema 19’ Jesé 60’ | Marcatori |  |

| Arbitro: | Antonio Mateu Lahoz (Comitato valenciano) |

|  |           |                          |
|  | Marcatori | 21’ Ronaldo 55’ Di María |

#### Quarti di finale
| Arbitro: | Carlos Clos Gómez (Comitato aragonese) |

|  |           |             |
|  | Marcatori | 25’ Benzema |

| Arbitro: | Fernando Teixieira Vitienes (Comitato cantabro) |

|         |           |  |
| Jesé 7’ | Marcatori |  |

#### Semifinali
| Arbitro: | Carlos Clos Gómez (Comitato aragonese) |

|                                |           |  |
| Pepe 18’ Jesé 57’ Di Maria 73’ | Marcatori |  |

| Arbitro: | Alberto Undiano Mallenco (Comitato navarro) |

|  |           |                               |
|  | Marcatori | 7’ (rig.), 16’ (rig.) Ronaldo |

#### Finale
| Arbitro: | Antonio Mateu Lahoz (Comitato valenciano) |

|            |           |                       |
| Bartra 68’ | Marcatori | 11’ Di María 85’ Bale |

### UEFA Champions League

#### Fase a gironi
| Arbitro: | Clattenburg |

|           |           |                                                   |
| Bulut 84’ | Marcatori | 33’ Isco 54’, 81’ Benzema 63’, 66’, 90+1’ Ronaldo |

| Arbitro: | Jug |

|                                      |           |  |
| Ronaldo 21’, 65’ Di María 71’, 90+1’ | Marcatori |  |

| Arbitro: | Grafe |

|                        |           |              |
| Ronaldo 4’, 29’ (rig.) | Marcatori | 22’ Llorente |

| Arbitro: | Webb |

|                               |           |                      |
| Vidal 40’ (rig.) Llorente 65’ | Marcatori | 52’ Ronaldo 60’ Bale |

| Arbitro: | Collum |

|                                            |           |           |
| Bale 37’ Arbeloa 51’ Di María 63’ Isco 80’ | Marcatori | 38’ Bulut |

| Arbitro: | Brych |

|  |           |                        |
|  | Marcatori | 26’ Modrić 48’ Ronaldo |

#### Fase a eliminazione diretta

##### Ottavi di finale
| Arbitro: | Webb |

|                 |           |                                                 |
| Huntelaar 90+1’ | Marcatori | 13’, 57’ Benzema 21’, 69’ Bale 52’, 89’ Ronaldo |

| Arbitro: | Karasev |

|                             |           |              |
| Ronaldo 21’, 73’ Morata 75’ | Marcatori | 31’ Hoogland |

##### Quarti di finale
| Arbitro: | Clattenburg |

|                              |           |  |
| Bale 3’ Isco 27’ Ronaldo 57’ | Marcatori |  |

| Arbitro: | Skomina |

|               |           |  |
| Reus 24’, 37’ | Marcatori |  |

##### Semifinali
| Arbitro: | Webb |

|             |           |  |
| Benzema 19’ | Marcatori |  |

| Arbitro: | Proença |

|  |           |                                 |
|  | Marcatori | 16’, 20’ Ramos 34’, 90’ Ronaldo |

##### Finale
| Arbitro: | Kuipers |

|                                                        |           |           |
| Ramos 90+3’ Bale 110’ Marcelo 118’ Ronaldo 120’ (rig.) | Marcatori | 36’ Godín |

## Statistiche
Statistiche aggiornate al 24 maggio 2014.

### Statistiche di squadra
| Competizione          | Punti | In casa | In casa | In casa | In casa | In casa | In casa | In trasferta | In trasferta | In trasferta | In trasferta | In trasferta | In trasferta | Totale | Totale | Totale | Totale | Totale | Totale | DR   |
| Competizione          | Punti | G       | V       | N       | P       | Gf      | Gs      | G            | V            | N            | P            | Gf           | Gs           | G      | V      | N      | P      | Gf     | Gs     | DR   |
| --------------------- | ----- | ------- | ------- | ------- | ------- | ------- | ------- | ------------ | ------------ | ------------ | ------------ | ------------ | ------------ | ------ | ------ | ------ | ------ | ------ | ------ | ---- |
| Primera División      | 87    | 19      | 16      | 1       | 2       | 63      | 17      | 19           | 11           | 5            | 3            | 41           | 21           | 38     | 27     | 6      | 5      | 104    | 37     | +67  |
| Coppa del Re          | -     | 4       | 4       | 0       | 0       | 8       | 0       | 5            | 4            | 1            | 0            | 7            | 1            | 9      | 8      | 1      | 0      | 15     | 1      | +14  |
| UEFA Champions League | 16    | 6       | 6       | 0       | 0       | 17      | 3       | 7            | 5            | 1            | 1            | 24           | 7            | 13     | 11     | 1      | 1      | 41     | 10     | +31  |
| Totale                | 103   | 29      | 26      | 1       | 2       | 88      | 20      | 31           | 20           | 7            | 4            | 72           | 28           | 60     | 46     | 8      | 6      | 160    | 48     | +112 |

### Andamento in campionato
| Giornata  | 1 | 2 | 3 | 4 | 5 | 6 | 7 | 8 | 9 | 10 | 11 | 12 | 13 | 14 | 15 | 16 | 17 | 18 | 19 | 20 | 21 | 22 | 23 | 24 | 25 | 26 | 27 | 28 | 29 | 30 | 31 | 32 | 33 | 34 | 35 | 36 | 37 | 38 |
| --------- | - | - | - | - | - | - | - | - | - | -- | -- | -- | -- | -- | -- | -- | -- | -- | -- | -- | -- | -- | -- | -- | -- | -- | -- | -- | -- | -- | -- | -- | -- | -- | -- | -- | -- | -- |
| Luogo     | C | T | C | T | C | T | C | T | C | T  | C  | T  | C  | T  | C  | T  | T  | C  | T  | T  | C  | T  | C  | T  | C  | T  | C  | T  | C  | T  | C  | T  | C  | T  | C  | C  | T  | C  |
| Risultato | V | V | V | N | V | V | P | V | V | P  | V  | V  | V  | V  | V  | N  | V  | V  | V  | V  | V  | N  | V  | V  | V  | N  | V  | V  | P  | P  | V  | V  | V  | N  | V  | N  | P  | V  |
| Posizione | 6 | 5 | 4 | 4 | 3 | 3 | 3 | 3 | 3 | 3  | 3  | 3  | 3  | 3  | 3  | 3  | 3  | 3  | 3  | 3  | 3  | 3  | 2  | 2  | 1  | 1  | 1  | 1  | 2  | 3  | 3  | 3  | 2  | 3  | 3  | 3  | 3  | 3  |

Fonte:  Liga – Classifiche, su sport.sky.it, sport.sky.it (archiviato dall'url originale il 12 marzo 2014).
Legenda:

Luogo: C = Casa; T = Trasferta. Risultato: V = Vittoria; N = Pareggio; P = Sconfitta.

### Statistiche dei giocatori
In corsivo i giocatori che hanno lasciato la squadra a stagione già iniziata.
| Giocatore       | Primera División | Primera División | Primera División | Primera División | Coppa di Spagna | Coppa di Spagna | Coppa di Spagna | Coppa di Spagna | Champions League | Champions League | Champions League | Champions League | Totale   | Totale | Totale      | Totale     |
| Giocatore       | Presenze         | Reti             | Ammonizioni      | Espulsioni       | Presenze        | Reti            | Ammonizioni     | Espulsioni      | Presenze         | Reti             | Ammonizioni      | Espulsioni       | Presenze | Reti   | Ammonizioni | Espulsioni |
| --------------- | ---------------- | ---------------- | ---------------- | ---------------- | --------------- | --------------- | --------------- | --------------- | ---------------- | ---------------- | ---------------- | ---------------- | -------- | ------ | ----------- | ---------- |
| X. Alonso       | 26               | 0                | 4                | 0                | 7               | 0               | 1               | 0               | 9                | 0                | 3                | 0                | 42       | 0      | 8           | 0          |
| A. Arbeloa      | 18               | 0                | 6                | 0                | 7               | 0               | 2               | 0               | 4                | 1                | 1                | 0                | 29       | 1      | 9           | 0          |
| G. Bale         | 27               | 15               | 3                | 0                | 5               | 1               | 0               | 0               | 12               | 6                | 0                | 0                | 44       | 22     | 3           | 0          |
| K. Benzema      | 35               | 17               | 2                | 0                | 6               | 2               | 0               | 0               | 11               | 5                | 1                | 0                | 52       | 24     | 3           | 0          |
| D. Carvajal     | 31               | 2                | 5                | 0                | 4               | 0               | 1               | 0               | 10               | 0                | 1                | 0                | 45       | 2      | 7           | 0          |
| Casemiro        | 12               | 0                | 0                | 0                | 7               | 0               | 2               | 0               | 5                | 0                | 1                | 0                | 24       | 0      | 3           | 0          |
| I. Casillas     | 2                | -2               | 0                | 0                | 9               | -1              | 0               | 0               | 13               | -9               | 0                | 0                | 24       | -12    | 0           | 0          |
| F. Coentrão     | 10               | 0                | 1                | 0                | 4               | 0               | 2               | 1               | 6                | 0                | 0                | 0                | 20       | 0      | 3           | 1          |
| Á. Di María     | 34               | 4                | 6                | 0                | 7               | 3               | 0               | 0               | 11               | 3                | 1                | 0                | 52       | 10     | 7           | 0          |
| J. Fernández    | 0                | -0               | 0                | 0                | 0               | -0              | 0               | 0               | 0                | -0               | 0                | 0                | 0        | -0     | 0           | 0          |
| A. Illarramendi | 29               | 2                | 3                | 0                | 9               | 1               | 1               | 0               | 11               | 0                | 2                | 0                | 49       | 3      | 6           | 0          |
| Isco            | 32               | 8                | 1                | 0                | 9               | 0               | 1               | 0               | 11               | 3                | 1                | 0                | 52       | 11     | 3           | 0          |
| Jesé            | 18               | 5                | 0                | 0                | 8               | 3               | 2               | 0               | 5                | 0                | 0                | 0                | 31       | 8      | 2           | 0          |
| W. José         | 1                | 0                | 0                | 0                | 0               | 0               | 0               | 0               | 0                | 0                | 0                | 0                | 1        | 0      | 0           | 0          |
| Kaká            | 0                | 0                | 0                | 0                | 0               | 0               | 0               | 0               | 0                | 0                | 0                | 0                | 0        | 0      | 0           | 0          |
| S. Khedira      | 13               | 1                | 4                | 0                | 0               | 0               | 0               | 0               | 5                | 0                | 1                | 0                | 18       | 1      | 5           | 0          |
| D. Llorente     | 1                | 0                | 0                | 0                | 0               | 0               | 0               | 0               | 0                | 0                | 0                | 0                | 1        | 0      | 0           | 0          |
| D. López        | 36               | -35              | 0                | 0                | 0               | -0              | 0               | 0               | 1                | -1               | 0                | 0                | 37       | -36    | 0           | 0          |
| Marcelo         | 28               | 1                | 3                | 0                | 4               | 0               | 0               | 0               | 7                | 1                | 2                | 0                | 39       | 2      | 5           | 0          |
| L. Modrić       | 34               | 1                | 6                | 0                | 6               | 0               | 1               | 0               | 11               | 1                | 3                | 0                | 51       | 2      | 10          | 0          |
| Á. Morata       | 23               | 8                | 2                | 0                | 6               | 0               | 0               | 0               | 5                | 1                | 0                | 0                | 34       | 9      | 2           | 0          |
| Nacho           | 12               | 0                | 2                | 0                | 4               | 0               | 1               | 0               | 3                | 0                | 0                | 0                | 19       | 0      | 3           | 0          |
| M. Özil         | 2                | 0                | 0                | 0                | 0               | 0               | 0               | 0               | 0                | 0                | 0                | 0                | 2        | 0      | 0           | 0          |
| Pepe            | 30               | 3                | 9                | 0                | 7               | 0               | 3               | 0               | 11               | 0                | 1                | 0                | 48       | 3      | 13          | 0          |
| S. Ramos        | 32               | 4                | 12               | 2                | 8               | 0               | 2               | 0               | 11               | 3                | 3                | 1                | 51       | 7      | 17          | 3          |
| C. Ronaldo      | 30               | 31               | 4                | 1                | 6               | 3               | 2               | 0               | 11               | 17               | 1                | 0                | 47       | 51     | 7           | 1          |
| R. Varane       | 14               | 0                | 1                | 0                | 2               | 0               | 0               | 0               | 6                | 0                | 2                | 0                | 22       | 0      | 3           | 0          |

## Giovanili

### Piazzamenti
- Real Madrid Castilla:[247][248]
  - Segunda División 2013-2014: 20º posto (retrocesso in Segunda División B)[249]
  - UEFA Youth League: Semifinali
- Real Madrid C:[250]
  - Segunda División B 2013-2014: 9º posto (retrocesso in Tercera División per effetto della retrocessione del Real Madrid Castilla)[251]
- Juvenil A:[252][253]
  - Campionato:
- Juvenil B:[254]